# Pseudacris clarkii
Pseudacris clarkii är en groddjursart som först beskrevs av Baird 1854.  Pseudacris clarkii ingår i släktet Pseudacris och familjen lövgrodor. IUCN kategoriserar arten globalt som livskraftig. Inga underarter finns listade i Catalogue of Life.